# Rafael Casanovas (sastre)

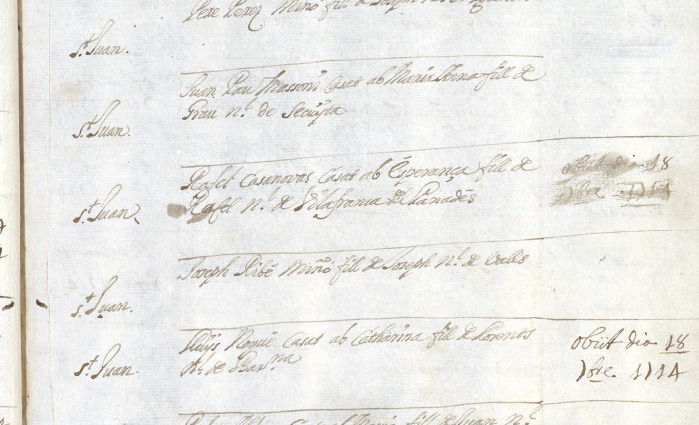
Registre de paisans ingressats l'11 de setembre de 1714 a l'Hospital de la Santa Creu. Entre els ingressats hi figura un Rafel Casanovas i la data d'òbit —mort— el 18 de setembre de 1714.
«Rafel Casanovas, casat ab Esperança, fill de Rafel, i n[atura]l de Vilafranca de Panadés / Obit dia 18 de s[etem]bre 1714»

Rafael Casanovas (s. XVII, Vilafranca del Penedès - segle xviii). Sastre barceloní natural de Vilafranca del Penedès que fou ferit a Barcelona l'11 de setembre de 1714 i el registre d'ingrés del qual a l'Hospital de la Santa de Creu fou atribuït —erròniament— al conseller en Cap Rafael Casanova l'any 1912 per l'historiador Josep Rafael Carreras i Bulbena. El 2014 l'historiador Albert Garcia Espuche demostrà documentalment la confusió històrica entre ambdós personatges.

## Dades biogràfiques
Nascut a Vilafranca del Penedès era fill del blanquer Rafel Casanovas i de Teresa. Va ser batejat a Santa Maria de Vilafranca del Penedès el 22 de febrer de 1689. El 23 d'abril de 1712 es registrà al llibre de matrimonis de l'església del Pi de Barcelona el seu casament amb Esperança Clerch, filla del pagès de Sabadell Pau Clerch i la seva muller Margarida. El 22 de juliol de 1714 Rafael Casanovas i Esperança Clerch vivien al carrer de l'Hospital i registraren al full de difunts de la funerària de la parròquia dels Sants Just i Pastor la mort del seu fill albat Ramon. L'11 de setembre de 1714 el fadrí sastre Rafael Casanovas fou uns dels civils que ingressà a l'Hospital de la Santa Creu. El seu ingrés quedà registrat al foli 184r on es detalla «Rafel Casanovas, casat ab Esperança, fill de Rafel, i n[atura]l de Vilafranca de Panadés». Al marge dret, al costat de l'anotació de l'ingrés, s'apuntà que l'òbit -la mort- s'havia produït el 18 de setembre «Obit dia 18 de s[etem]bre 1714», però posteriorment l'anotació fou raspada per corregir l'error, car Rafel Casanovas no morí aquell dia. Pocs dies després, l'1 d'octubre, fou registrada al llibre de baptismes de la parròquia dels Sants Just i Pastor l'acaba de néixer Elena Maria Teresa Casanovas, filla del sastre Rafel Casanovas i Esperança Clerch. El 1716 el registre del cadastre borbònic registrà que el sastre Rafel Casanovas vivia amb la seva dona i un fill a la botiga d'una casa de Fèlix Boneu al carrer de l'Hostal del Sol.

## Confusió històrica
El 1871 el capellà i historiador Mateu Bruguera va creure que el registre d'ingressos a l'Hospital de la Santa Creu de Rafael Casanovas, fadrí sastre casat amb Esperança i natural de Vilafranca del Penedès, corresponia al conseller en Cap de Barcelona Rafael Casanova i Comes, advocat, natural de Moià i vidu. El 1912 l'historiador Josep Rafael Carreras i Bulbena va creure que el dit registre corresponia a un intent dels familiars del conseller en Cap Rafael Casanova per fer-lo passar per mort i treure'l de Barcelona. El 1973 l'historiador Joan Mercader i Riba popularitzà l'error històric amb l'entrada de l'Enciclopèdia Catalana dedicada a Rafael Casanova i Comes. El 2012 la historiadora Marga Losantos Viñolas va advertir en el seu article L'enigma de Rafael Casanova i l'Hospital de la Santa Creu que si la voluntat dels amics i familiars era fer-lo passar per mort no tenia cap sentit que donessin unes dades errònies car el conseller en Cap es deia Casanova, i no Casanovas —amb «s»—, ni havia nascut a Vilafranca del Penedès sinó a Moià, ni estava casat amb una tal Esperança sinó que era vidu, raó per la qual la historiadora concloïa que allò més plausible era «que en aquells dies que van entrar tants ferits a l'Hospital, va entrar una altra persona amb un nom molt similar al seu». Finalment el 2014 l'historiador Albert Garcia Espuche en la seva obra Una societat assetjada. Barcelona 1713-1714 va identificar el verdader protagonista del registre de l'Hospital de la Santa Creu: Rafel Casanovas —amb «s»—, un jove sastre barceloní nascut a Vilafranca del Penedès, fill de Rafael i que estava casat amb Esperança Clerch.